# Kunstgewerbeschule Dresden

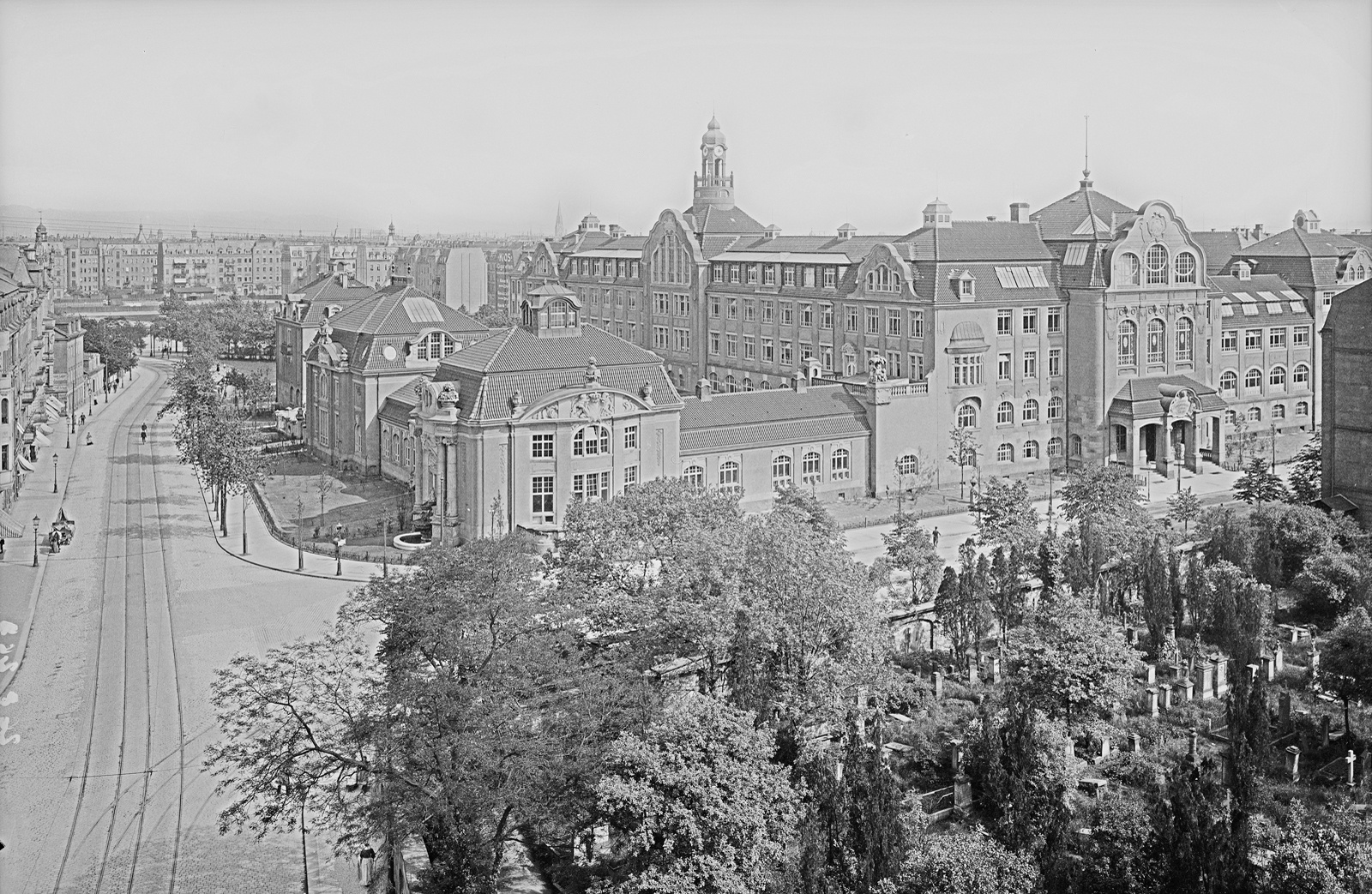
Neubau der Kunstgewerbeschule und des Kunstgewerbemuseums an der Güntzstraße. Ansicht über den Eliasfriedhof und entlang der heutigen Gerokstraße um 1915 (Foto: Hugo Engler)

Die Kunstgewerbeschule Dresden wurde im Oktober 1875 unter dem Namen „Königlich Sächsische Kunstgewerbeschule“ gegründet und entwickelte sich um die Jahrhundertwende zu einer der bedeutendsten deutschen Ausbildungsstätten für angewandte Künste. Ihre Blütezeit erlebt sie im Neubau an der Eliasstraße, der heutigen Güntzstraße.
Am 1. Oktober 1920 wurde die „Königliche Kunstgewerbeschule in Dresden“ in eine Staatliche Akademie für Kunstgewerbe umgewandelt. Sie wurde damit als Akademie im Rang der Dresdner Kunstakademie gleichgestellt. Im Jahr 1950 wurde die Kunstgewerbeschule der Hochschule für Bildende Künste Dresden angeschlossen.

## Geschichte

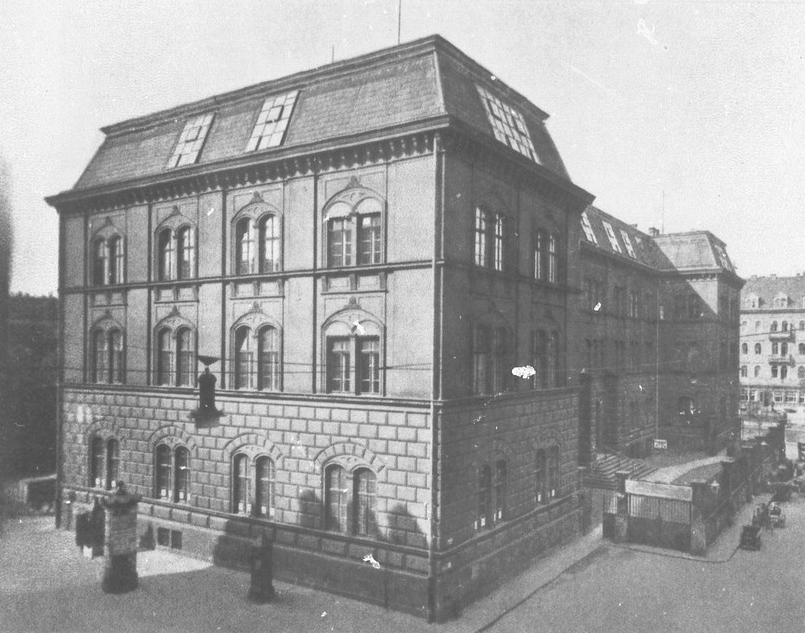
Gebäude der Technischen Bildungsanstalt am Antonsplatz, Sitz der „Königlichen Schule für Modellieren, Ornament- und Musterzeichnen“

### Königliche Schule für Modellieren, Ornament- und Musterzeichnen
Im Oktober 1814 wurde in Dresden eine Industrieschule für den Unterricht in den künstlerischen Belangen des Handwerks und des Gewerbes eingerichtet. Die Schule war zunächst Bestandteil der Kunstakademie und wurde danach der 1828 gegründeten Technischen Bildungsanstalt, der späteren Polytechnischen Schule, angegliedert. 1865 erhielt die Industrieschule als „Königliche Schule für Modellieren, Ornament- und Musterzeichnen“ eine selbständige Verwaltung. An der Industrieschule unterrichteten unter anderem von 1839 bis 1863 Michael Wentzel und von 1863 bis 1881 Carl Gotthelf Krumbholz (1819–1907). 1875 zählte die Königliche Schule für Modellieren, Ornament- und Musterzeichnen 45 Schüler.

### Königlich Sächsische Kunstgewerbeschule
Um dem gestiegenen Bedarf an Musterzeichnern und Entwerfern im Zuge der Industrialisierung Rechnung zu tragen, kam es durch das Königliche Ministerium des Innern zu einer Reorganisation der Schule und im Oktober 1875 zur Umwandlung in die „Königlich Sächsische Kunstgewerbeschule“, die ihren Sitz im Gebäude der Polytechnischen Schule am Antonsplatz hatte. Als Direktor wurde 1874 der Architekt Carl Ludwig Theodor Graff aus Wien berufen. Graff trat am 1. Oktober 1874 sein Amt in Dresden an. Graff war vorher als Architekt an der Umsetzung der Weltausstellung 1873 in Wien beteiligt gewesen, die sich insbesondere mit den Themen des Industriezeitalters und des Kunstgewerbes auseinandergesetzt hatte.
Im Januar 1876 wurde der Kunstgewerbeschule eine neu gegründete öffentliche Kunstgewerbebibliothek und im September 1876 das Kunstgewerbemuseum Dresden angegliedert. Unter der Leitung von Graff entwickelte sich die Kunstgewerbeschule Dresden zu einer bedeutenden deutschen Ausbildungsstätte für angewandte Künste.
1875 wurden Herrmann Beck und Max Rade als Lehrkräfte berufen. Das Ausbildungsangebot der Kunstgewerbeschule wurde im Oktober 1876 mit der „Abteilung für figürliches Modellieren“, im Oktober 1878 mit der „Abteilung für architektonisches Kunstgewerbe“, im Mai 1881 mit der „Abteilung für allgemeine und Theaterdekoration“ und im April 1883 mit der „Abteilung für Metalltechnik“ erweitert. Im Oktober 1885 folgten die „Unterklasse für Dekorationsmaler und Musterzeichner“ und im Oktober 1886 die „Abteilung für Buntdruck, Lithographie und Porzellanmalerei“. Ab dem Oktober 1889 wurden Abendkurse angeboten. Im November 1893 wurde ein „Atelier für kunstgewerbliche Entwürfe“ eingerichtet. 1898 gelang es Graff mit Karl Groß einen der führenden Münchner Vertreter der modernen Reformbewegung nach Dresden zu holen.

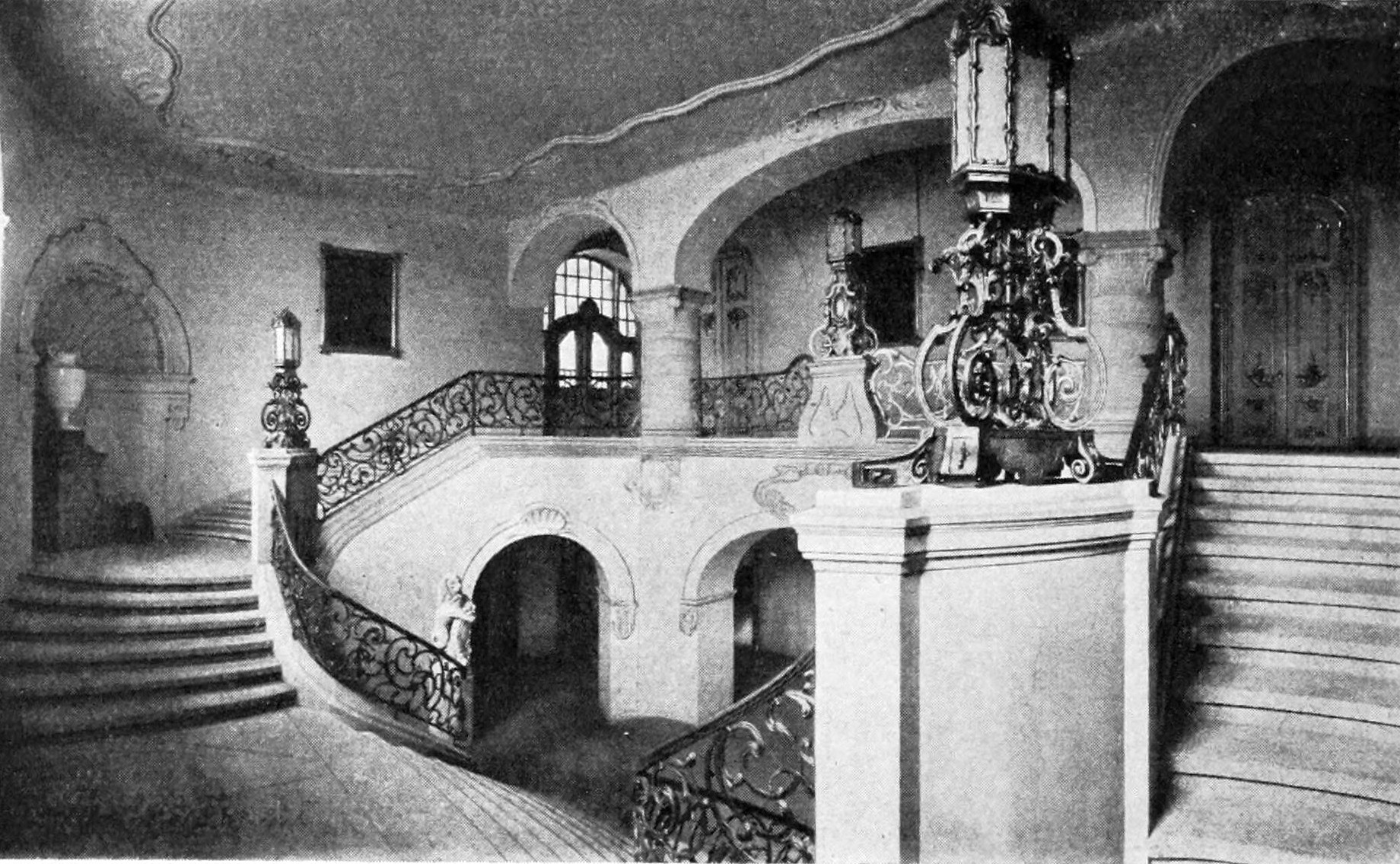
Treppenhaus in der Kunstgewerbeschule von Lossow und Viehweger

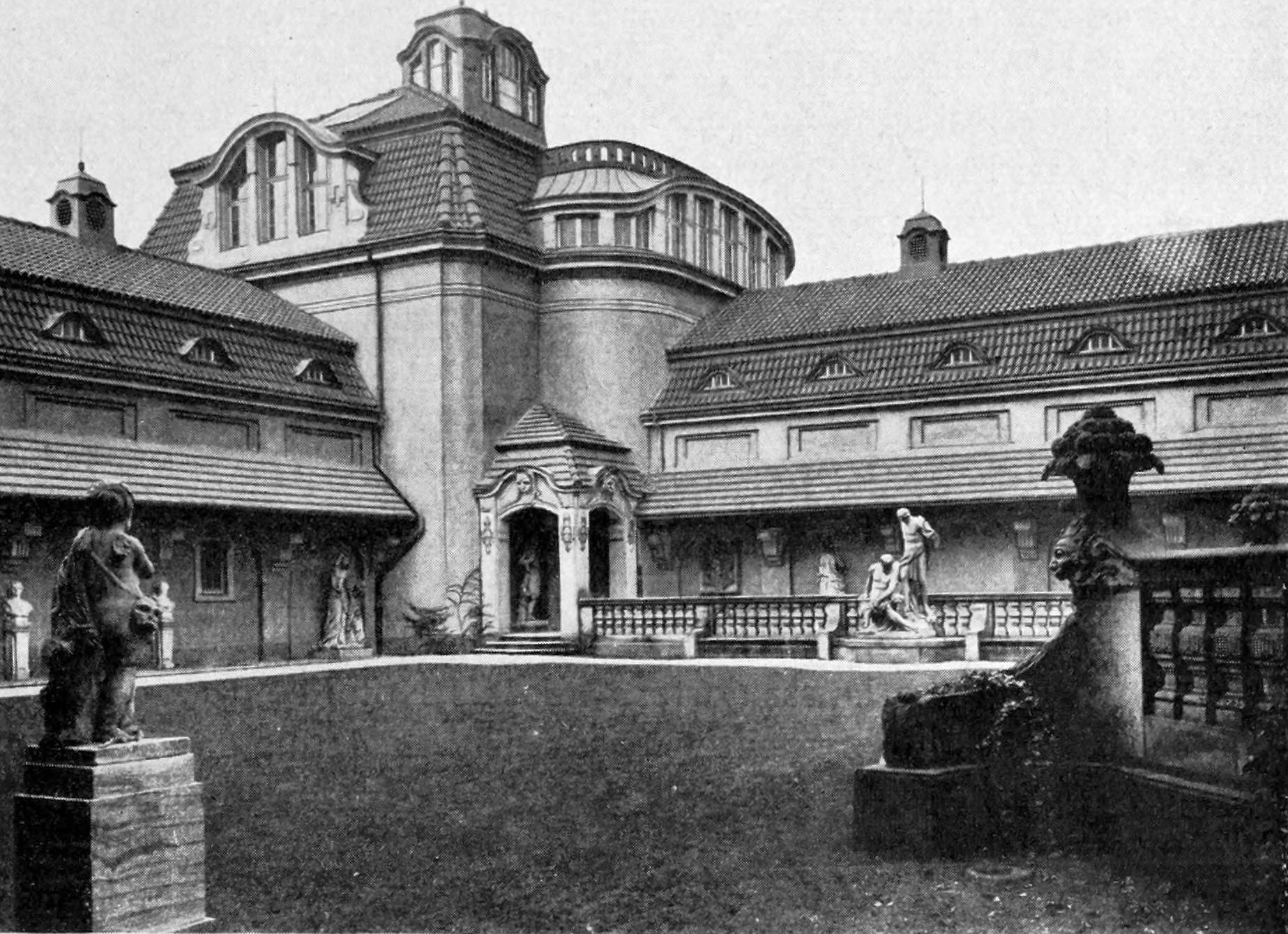
Schmuckhof

Graff machte den Vorschlag aus Platzgründen an der Güntzstraße einen neuen Gebäudekomplex für Kunstgewerbeschule und Kunstgewerbemuseum Dresden zu bauen. Bereits 1899 begann eine langwierige Planungsphase, in der Fachleute aus dem Innen- und Finanzministerium, Max Hans Kühne und Carl Graff beteiligt waren. Nach einem zweiten Wettbewerb zur Fassadengestaltung erhielt das Architekturbüro Lossow und Viehweger den Auftrag und 1901 konnte der Bau beginnen, der 1908 fertiggestellt wurde.
Am 11. September 1899 erteilte das Innenministerium seine grundsätzliche Zustimmung und am 4. Juli 1900 den konkreten Auftrag, dass im geplanten Neubau der Kunstgewerbeschule auch eine „weibliche Abteilung mit gesonderten Unterrichtsräumen“ vorzusehen sei. Aufgrund der mehrjährigen Bauzeit wurde die Eröffnung der Schülerinnenabteilung nicht vor Herbst 1906 geplant. Die Aufnahme in die Schülerinnenabteilung der Kunstgewerbeschule erfolgte aufgrund einer Aufnahmeprüfung. Die Kandidatinnen mussten eine zweijährige berufliche Vorbildung vorweisen. Das Mindestalter für den Eintritt betrug 18 Jahre. Die Dauer der Ausbildung an der Kunstgewerbeschule wurde auf drei Jahre festgelegt.
1902 wurde Wilhelm Kreis an die Abteilung für Raumkunst berufen. Dieses neu eingeführte Lehrfach wurde in einem schon fertiggestellten Trakt des Kunstgewerbeschulneubaus unterrichtet. Es wurden immer mehr Lehrkräfte aus dem Bereich der modernen Reform- und Stiltendenzen (Jugendstil) verpflichtet. Ab 1904 leitete Otto Rennert die neu geschaffene Abteilung für Glasmalerei. Auf Veranlassung von Karl Groß wurden zwei Brennöfen angeschafft, um die praktische Ausbildung in Glas- und Porzellanmalerei zu stärken.
1905 erfolgte die Anstellung von Richard Guhr als Lehrer für Figurenmalen und -zeichnen. Ende September 1905 schied Carl Graff aus und Max Rade übernahm kommissarisch die Direktionsaufgaben.
Am 1. Juli 1906 trat William Lossow als neuer Direktor sein Amt an. Unter Lossow wurden weitere reformorientierte Lehrkräfte eingestellt. Josef Goller löste 1906 Otto Rennert ab. Im Oktober 1906 wurden drei Stellen für die im Januar 1907 im Neubau der Königlichen Kunstgewerbeschule neu eingerichtete allgemeine Schülerinnenabteilung ausgeschrieben. Eingestellt wurden Erich Kleinhempel für das allgemeine Kunstgewerbe, Max Frey für die grafische Klasse und Margarete Junge für die Textilfachklasse. Johannes Türk unterrichtete Aktzeichnen in allen drei Klassen.
Durch die verbesserte Raumsituation konnten die praktischen Werkstätten erweitert werden. 1909 entstand eine Versuchswerkstatt für Metall und Keramik. Außerdem wurden zusätzliche Webstühle für die Umsetzung der textilen Entwürfe angeschafft. Die Kunstgewerbeschule war an der für die Reformbewegung zentralen Dritten Deutschen Kunstgewerbeausstellung 1906 in Dresden vertreten und beteiligte sich am IV. Internationalen Kongress für Kunstunterricht, Zeichnen und angewandte Kunst 1912 in Dresden. Arbeiten und Entwürfe der Schüler wurden regelmäßig in den führenden Fachzeitschriften publiziert und über Preisausschreibungen prämiert.
Nach dem Tode von Lossow im Jahr 1914 wurde Karl Groß als Direktor der Kunstgewerbeschule eingesetzt. Groß war einer der Hauptexponenten der Reformbewegung in Dresden und in allen für das Kunstgewerbe wichtigen Verbänden wie dem Dresdner Kunstgewerbeverein, der Zunft oder der Künstlervereinigung Dresden maßgeblich involviert. Unter der Leitung von Groß wurden 1914 die Kunstgewerbeschule und das Kunstgewerbemuseum verwaltungstechnisch getrennt. 1915 wurde die allgemeine Schülerinnenabteilung aufgehoben und fortan Schülerinnen und Schüler gemeinsam unterrichtet.
1918 wurden mit Arthur Winde für die Leitung der Werkstatt für Holzbearbeitung, mit Rudolf Born für Plastik und mit Carl Rade für die Fachklasse für Porzellanmalerei drei neue Lehrkräfte angestellt.

### Staatliche Akademie für Kunstgewerbe
Nach dem Ersten Weltkrieg wurde am 1. Oktober 1920 die „Königliche Kunstgewerbeschule in Dresden“ in eine Staatliche Akademie für Kunstgewerbe umgewandelt. Sie wurde damit als Akademie im Rang der Dresdner Kunstakademie gleichgestellt. Karl Groß arbeitete auch an Strukturplänen für einen Zusammenschluss von kunstgewerblicher und akademischer Ausbildung. Diese Vorstellungen stießen aber bei den Schülern und Lehrern der Dresdner Kunstakademie auf Unverständnis und Widerstand.
Unter Karl Groß wurde die Verknüpfung der Schule mit der Praxis stark ausgebaut. Außer einem Jahreskurs gab es an der Akademie eine Abendabteilung, die „den in der Praxis stehenden Kunstgewerbetreibenden“ Gelegenheit gab, "ihre Ausbildung im Zeichnen, Malen und Modellieren zu vervollständigen". Auf Anfrage führte die Akademie Auftragsarbeiten aus. Industrie und Unternehmen rief man zur Veranstaltung von Preisausschreiben und Wettbewerben in der Kunstgewerbeschule auf. 1924 wurde Walter Nitschke für die Glaswerkstatt berufen, ein Jahr später folgte Walter Flemming als Leiter der Metallwerkstatt.
Karl Groß führte die Schule durch die wirtschaftlich schwierigen 1920er- und 1930er-Jahre. Unter dem Druck der Weltwirtschaftskrise wurde am 1. September 1931 per Notverordnung die Zusammenlegung der beiden Akademien verfügt. Karl Groß und Georg Lührig als Direktor der Akademie für bildende Künste einigten sich im Juni 1932 auf einen gemeinsamen Organisationsplan und Satzungen. Die Umsetzung des Vorschlags scheiterte aber erneut am Widerstand des Kollegiums der Kunstakademie. 1933 wurde Richard Müller Rektor der Kunstakademie. Müller war ein scharfer Gegner einer Zusammenlegung.
Nach der Machtergreifung der Nationalsozialisten wurden Vorwürfe gegen Groß und die Ausrichtung der Akademie erhoben, worauf dieser auf den 1. Oktober 1933 sein Amt niederlegte. Das Sächsische Wirtschaftsministerium, Abteilung für Handel und Gewerbe, ernannte daraufhin Albert Walther zu dessen Nachfolger unter gleichzeitiger Erteilung eines Lehrauftrages in Zeichnen und Malen. Walther hatte an der Kunstakademie Dresden studiert und war danach als Kunstmaler in Leipzig tätig.
Die Zusammenlegung der Akademien wurde vorerst zurückgestellt. Sie erfolgte am 23. Februar 1940 auf Verordnung des Reichsstatthalters. Zum ersten Rektor der neuen Staatlichen Kunsthochschule Dresden, Hochschule für freie und angewandte Kunst wurde Wilhelm Kreis berufen. Gleichzeitig kam es zur Neugründung einer Staatlichen Meisterschule des Handwerks.

### Staatliche Hochschule für Werkkunst
Nach dem Zweiten Weltkrieg wurde 1945 die ehemalige Kunstgewerbeschule als Staatliche Hochschule für Werkkunst unter der Leitung des Ministerial-Direktors Will Grohmann neu gegründet und am 17. April 1947 mit der Akademie der bildenden Künste zusammengefasst. Nachdem Will Grohmann mit anderen Lehrkräften wie Stehphan Hirzel die DDR verlassen hatte, wurde 1948 Mart Stam zu deren Rektor berufen. Am 7. Juni 1950 erfolgte die Vereinigung der Staatlichen Hochschule für Werkkunst und der Staatlichen Akademie der bildenden Künste zur Hochschule für Bildende Künste Dresden unter der Direktion von Fritz Dähn. Das Kunstgewerbemuseum Dresden hat seit 1964 seinen Sitz im Schloss Pillnitz.

## Ehemalige Lehrer und Professoren
Diese Zusammenstellung ist unvollständig. Grundlage bildet die tabellarische Übersicht des Lehrpersonals an der Dresdner Kunstgewerbeschule zwischen 1914 und 1933 nach Gamke.
| Name, Vorname                  | Eintritt  | Austritt | Lehrgebiet |
| ------------------------------ | --------- | -------- | --- |
| Albiker, Karl                  | 1920      | 1933     | Fachklasse für angewandte Plastik |
| Anger, Alvin                   | 1894      | 1924     | Jahreskurs allgemeine Abteilung; Schattenlehre, Perspektive und Architektur |
| Balzer, Wolfgang               | 1926      | 1931     | Vorträge und Seminare zum Thema Kunstgeschichte |
| Baranowsky, Alexander          | 1913      | 1933     | Fachklasse für dekorative Theatermalerei; Fachklasse für Textilkunst; Ornament- und Naturmalen, Musterzeichnen und Dekorationsmalerei |
| Barth, Friedrich Wilhelm       | 1884      | 1893     | Schattenlehre, Perspektive, Skizzierübungen und Architektur |
| Beck, Herrmann                 | 1875      |          | Musterzeichnen; Malen nach der Natur |
| Berling, Karl                  | 1892      |          | Direktorial-Assistent; Direktor des Kunstgewerbemuseums; Allgemeine Formenlehre, Geschichte der Kleinkunst, Kunstgeschichte und Mythologie |
| Beyer, P.                      | 1899      |          | Freie Perspektive |
| Bibrowicz, Wanda               | 1931      |          | Werkstatt für Weberei |
| Biesold, Cesar                 | 1905      | 1913     | Figürliches Zeichnen und Malen an der Abendabteilung |
| Böckelmann, Walter             | 1934      |          | Studienassessor für die Zeichenlehrerabteilung |
| Böhme, Paul                    | 1892      | 1899     | Architektonisches Zeichnen, Schattenkonstruktion, Formenlehre |
| Börner, Emil Paul              | 1937      | 1945     | Zeichnen und Malen |
| Bondi, Felix                   | 1911      | 1914     | Justizrat; Vorträge über Rechtsschutz in der angewandten Kunst |
| Born, Rudolf                   | 1918      |          | Fachklasse für angewandte Plastik; Werkstatt für Steinbearbeitung |
| Brandt, Marianne               | 1949      |          | Holz, Metall und Keramik |
| Bürckner, Richard              | 1906      | 1920     | Allgemeine Abteilung |
| Crodel, Charles                | 1947      |          | |
| Dämmig, Kurt                   | 1923      |          | Abendabteilung, plastische Übungen |
| Diethe, Alfred                 | 1867      | 1905 ca. | Figurenmalen und -zeichnen |
| Dittrich, Hermann              | 1909      | 1933     | Plastische Anatomie des Menschen (zeitgleich an der Kunstakademie) |
| Donadini, Ermenegildo Antonio  | 1881      |          | Abteilung für figürliches und kunstgewerbliches Modellieren; Theatermalerei |
| Drescher, Arno                 | 1909      | 1939     | Fachklasse für angewandte Grafik; Werkstatt für Buchbinderei |
| Eckert, Hermann                | 1879      | 1917     | Jahreskurs allgemeine Abteilung; Musterzeichnen (Spitzen, Gardinen, Tapeten etc.) |
| Ellenberger, Wilhelm           | 1890      |          | Wurde 1879 zum Professor an die Tierarzneischule Dresden berufen. Hielt Vorlesungen zur Tieranatomie an der Kunstakademie und an der Kunstgewerbeschule. |
| Elssner, Felix                 | 1897      |          | Kunstgewerbliches Zeichnen |
| Elssner, Karl                  | 1919      | 1925     | |
| Enderlein, Karl                | 1913      | 1947     | Allgemeine Abteilung, Abendabteilung (zeichnerisches und malerisches Darstellen) |
| Enking, Ottomar                | 1919      |          | Vorträge und Seminare zum Thema Literatur und Sprache |
| Erler, Georg                   | 1913      | 1937     | Fachklasse für angewandte Grafik; Werkstatt für Druckerei |
| Eye, August von                | 1875      | 1879     | |
| Fanto, Leonhard                | 1913/1914 | 1915     | Vorträge |
| Feldbauer, Max                 | 1916      | 1918     | |
| Fichtner, Fritz                | 1926      | 1934     | Zeichenlehrerabteilung |
| Flemming, Walter               | 1925      | 1945     | Werkstatt für Metallbearbeitung |
| Frey, Max                      | 1907      | 1934 ca. | Fachklasse für angewandte Grafik; Zeichenlehrerabteilung |
| Geissler, Max                  | 1888      | 1922     | Jahreskurs allgemeine Abteilung; Zeichenlehrerabteilung; Bildhauer für Modellieren |
| Goesch, Heinrich               | 1926      | 1930     | Jahreskurs zur Erziehung des Schönheitssinns; Vorträge und Seminare zum Verhältnis von Kunst und Handwerk, Nationalökonomie |
| Goller, Josef                  | 1906      | 1928     | Fachklasse für angewandte Malerei; Klasse für Glasmalerei; Plakatentwerfen |
| Götz, Edmund                   | 1924      |          | Mal- und Zeichenklasse der Abendabteilung; später Lehrer für Grafik |
| Grohberger, Bernhard           | 1887      | 1919     | Jahreskurs allgemeine Abteilung; Zeichenlehrerabteilung |
| Groß, Karl                     | 1898      | 1933     | Fachklasse für angewandte Plastik; Werkstatt für Keramik |
| Guhr, Richard                  | 1905      | 1934     | Fachklasse für dekorative und Theatermalerei; Figurenmalen und -zeichnen, Materialkunde |
| Halbreiter, Adolf              | 1878      |          | Leiter der „Modellir- und Ciseleurabtheilung“ |
| Haebler, Oskar                 | 1914      | 1931     | Allgemeine Abteilung; Werkstatt Weberei |
| Hähnel, Heinrich Julius        | 1862      | 1889     | Ornament-Modellieren (Bildhauerei) |
| Herrmann, Paul                 | 1908      | 1933     | Fachklasse für angewandte Grafik; Zeichenlehrerabteilung |
| Hohrath, Alexander             | 1908      | 1913     | Architekt; Raumkunst |
| Holfert, (?)                   | 1899      |          | Mathematik |
| Hopp, Hanns                    | 1946      | 1946     | |
| Junge, Margarete               | 1907      | 1933     | Fachklasse für Mode und weibliche Handarbeiten |
| Kleinhempel, Erich             | 1907      | 1912     | Allgemeines Kunstgewerbe |
| Klemm, Jorg                    | 1923      | 1933     | Zeichenlehrerabteilung |
| Kreis, Wilhelm                 | 1902      | 1908     | Wird 1908 als Direktor an die Kunstgewerbeschule Düsseldorf berufen. Ab 1940 Rektor an der Staatlichen Kunsthochschule Dresden, Hochschule für freie und angewandte Kunst; Raumkunst                                                                                     |
| Kriebel, Hilmar                | 1888      | 1891 ca. | Kalligraphie und Schriftmalerei |
| Kropp, Ernst                   | 1926      |          | Fachklasse für Möbel und Raumkunst |
| Krumbholz, Carl Gotthelf       | 1863      | 1881     | |
| Kumsch, Emil                   | 1876      |          | „Zerlegen der Gewebe und Patroniren“ |
| Langner, Reinhold              | 1948      | 1949     | Angewandte Plastik |
| Lippmann, Richard              | 1905      |          | Allgemeine Abteilung; Abendabteilung (Schrift); Jahreskurs zur Erziehung des Schönheitssinns |
| Lührig, Georg                  | 1910      | 1916     | Schülerinnenabteilung. Ab 1916 Lehrer an der Kunstakademie, 1932 bis 1933 Rektor der Kunstakademie. 1934 schied er aus dem Akademiebetrieb aus. |
| Malke, Otto                    |           | 1884 ca. | Musterzeichnen; Projektionslehre; (Erwähnungen im Jahrbuch 1880/81 und 1881/83) |
| Mebert, Richard                | 1891      | 1922     | Abteilung für Dekorationsmalen; Abteilung für Textil- und Flächenkunst; Musterzeichnen, Naturmalen |
| Menzel, Oskar                  | 1913      | 1938     | Fachklasse für Architektur und Raumkunst |
| Meyer, Wilhelm                 | 1906      |          | Architekt; Architektonisches Zeichnen |
| Meyer-Waldeck, Wera            | 1946      | 1948     | Innenausbau |
| Müller, Karl Kurt              | 1921      |          | |
| Müller, Woldemar               | 1886      | 1924     | Abteilung für grafisches Kunstgewerbe und Porzellanmalen |
| Naumann, Paul                  | 1875      | 1916     | Jahreskurs allgemeine Abteilung; Architektonisches Kunstgewerbe; Abteilung für grafisches Kunstgewerbe und Porzellanmalen |
| Nitschke, Walter               | 1924      |          | Werkstatt für Glasbearbeitung |
| Pape, Jean                     | 1878      | 1915     | Abteilung für architektonisches Kunstgewerbe; Allgemeine Abteilung |
| Preißler, Paul                 | 1888      | 1924     | Jahreskurs allgemeine Abteilung; Zeichenlehrerabteilung |
| Rade, Carl                     | 1918      | 1933     | Bereits 1909 erstmals als Lehrer für Aktzeichnen an der Abendabteilung nachweisbar. Ab 1918 Fachklassen für Porzellanmalerei, Textilkunst, Mode und weibliche Handarbeiten; Abendabteilung (Klasse für Schneider, Schneiderinnen und Modistinnen); Zeichnen- und Malsaal |
| Rade, Max                      | 1875      | 1912     | Ornament und dekorative Malerei; Musterzeichnen |
| Rakebrand, Hilde               | 1946      | 1949     | Malerei, Graphik und Keramik |
| Rennert, Otto                  | 1904      | 1906     | Abteilung für Glasmalerei |
| Richter, Harald                | 1883      | 1898     | Bildhauer und Ciseleur für Metalltechnik |
| Rößler, Paul                   | 1913      | 1940     | Aquarellieren und Malen; Fachklasse für dekorative und Theatermalerei; Fachklasse für Textilkunst |
| Schakowsky, Heinrich           | 1872      | 1887     | Freihandzeichnen |
| Schmeil, Martha                | 1929      |          | Werkstatt für Färberei und chemische Ätztechniken für Gewebe, Papier und Leder |
| Schmelzer, Reinhard            | 1911      |          | Museumsinspektor; Webunterricht |
| Schmidt, Paul Ferdinand        | 1913/1914 | 1923     | |
| Schreitmüller, Johannes Daniel |           | 1884 ca. | Figürliches und kunstgewerbliches Modellieren; (Erwähnungen im Jahrbuch 1880/81 und 1881/83) |
| Schu, Barbara                  | 1934      |          | Mode und weibliche Handarbeiten |
| Schuchardt, Edmund             | 1948      | 1950     | Materialkunde |
| Seibt, Maximilian              | 1934      |          | Maler für die Zeichenlehrerabteilung |
| Seyffert, Oskar                | 1885      | 1927     | Jahreskurs allgemeine Abteilung; Figurenzeichnen, geometrisches Flächenornament |
| Siedamgrotzky, Otto            | 1886      | 1890     | Plastische Anatomie der Tiere (zeitgleich an der Kunstakademie) |
| Simmang, Karl                  | 1901      |          | Fachklasse für Möbel und Raumkunst; Abendabteilung (zeichnerische Übungen für Tischler, Schlosser und Zeichner); Zeichenlehrerabteilung |
| Sinkwitz, Paul                 | 1931      | 1945     | Allgemeine Abteilung; Abendabteilung; Grafische Abteilung (ab 1937) |
| Sonnenschein, Adolf            | 1910      |          | Jahreskurs zur Erziehung des Schönheitssinns; Modeliersaal; Werkstatt für Keramik |
| Spieler, Hugo                  | 1885      | 1919     | Abteilung für figürliches und kunstgewerbliches Modellieren |
| Starke, Albert                 |           |          | Bildhauerei |
| Steche, Richard                | 1879      | 1893     | Vorträge; Geschichte der Kleinkunst |
| Stirl, Reinhold Walther        | 1885      | 1901     | Naturzeichnen und Malen |
| Terpitz, Herbert               | 1938      |          | Fachklasse für Architektur und Raumkunst |
| Thieme, Oskar                  | 1882      | 1899     | Kunstgeschichte und Mythologie |
| Turgas, Hedwig                 | 1912      |          | Kunststickerin; Weibliche Handarbeiten |
| Türk, Johannes                 | 1901      | 1924     | Unterbruch der Lehrtätigkeit um ca. 1905 „um eine längere Studienreise ausführen zu können“. Neueintritt 1907. Abteilung für figürliches und kunstgewerbliches Modellieren; Allgemeine Abteilung                                                                         |
| Wagner, Ernst                  | 1929      | 1936     | Vorträge und Seminare zum Thema Kulturwissenschaft |
| Walther, Albert                | 1933      |          | Leitung der Akademie; Lehrauftrag in Zeichnen und Malen |
| Wentzel, Michael               | 1839      | 1863     | |
| Weisse, Richard Ludwig         | 1878      | 1910     | Architektonisches Zeichnen und kunstgewerbliches Entwerfen |
| Wieynck, Heinrich              | 1914      | 1931     | Fachklasse für angewandte Grafik; Werkstatt für Buchbinderei; Allgemeine Abteilung |
| Wissel, Bernhard               | 1883      | 1890     | Musterzeichnen für Blumenmalen |
| Winde, Arthur                  | 1918      | 1933     | Fachklasse für angewandte Plastik; Werkstatt für Holzbearbeitung |
| Witte, Robert                  | 1928      | 1931     | Vorträge und Seminare zum Thema christliche Kunst |
| Zschiesche, Erich              | 1919      |          | Fachklasse für Möbelentwurf und Möbelbau; Werkstatt für Möbelbau; Zeichnen- und Malsaal; Allgemeine Abteilung |